# Cultura Racional
Cultura Racional é uma religião OVNI brasileira derivada da Umbanda, fundada em meados da década de 1930 na cidade do Rio de Janeiro pelo médium Manuel Jacinto Coelho
A Cultura Racional tem como base uma série de livros denominada Universo em Desencanto, obra que aborda uma grande variedade de temas que vão desde cosmologia, metafísica, ecologia, linguística, teologia, OVNIS e discos voadores.

## Origens
A Cultura Racional surgiu no dia 4 de outubro de 1935, na “Tenda Espírita Francisco de Assis”, na cidade do Rio de Janeiro, Rua Lopez da Cruz, Méier.
Durante as primeiras décadas do século XX as perseguições às religiões afro-brasileiras aumentaram, sendo os praticantes desses segmentos religiosos perseguidos e vigiados pela polícia, principalmente entre os anos de 1930 e 1945. Para fugir a essa perseguição e serem aceitos pela sociedade, notadamente a classe média urbana, algumas religiões afros passaram por um processo de desafricanização e branqueamento, processo este em que buscavam se diferenciar do chamado baixo espiritismo, visto por esta sociedade como atrasado e rude, e ao mesmo tempo construir uma "legitimação racional”. Para tanto, um grupo dos chamados “Intelectuais da Umbanda” trabalhou intensamente para dotar a Umbanda de uma base doutrinária e de conhecimentos escritos, diferenciando-a assim das práticas do 'baixo espiritismo'.

## Doutrina
A Cultura Racional é enfática ao apresentar como proposta de ter somente nos livros a fonte de seus ensinamentos e a leitura como o caminho para a “salvação”, descrita em sua escrituração como a Imunização Racional, não havendo assim necessidade de outros métodos a não ser a leitura sequencial dos livros.

### Religiosidade
Assim como o autor da Cultura Racional faz uma distinção no uso da palavra "espiritismo", separando-o em falso e verdadeiro, o mesmo é feito com a palavra "religião", diferenciando-a em sua obra, entre: verdadeira religião e falsa religião, ou, religião de cima e religião de baixo. Por isso a Cultura Racional nega, em primeiro momento, o seu caráter religioso, se dizendo apenas um conhecimento transcendental.

### Planos Astrais
Segundo a Cultura Racional o mundo é dividido em quatro planos: O Mundo Racional, Astral Superior, Astral Inferior e Astral Térreo.

#### Mundo Racional
Habitado por seres racionais que sempre estiveram na condição de ser racional e leitores do Universo em Desencanto, invisíveis e pelos planetas. Seus habitantes seriam formados pela Energia Racional, uma energia pura, limpa e perfeita. Localizado acima do Astral Superior.

#### Astral Superior
Habitado por seres que não conseguiram desenvolver por completo o raciocínio, que se manifestam como discos voadores. O plano Astral Superior, localizado acima do Sol, acima das energias elétrica e magnética, seria formado por habitantes gerados pela Energia Mediadora.

#### Astral inferior
Habitado pelos seres que não possuíam uma “conduta racional”.

#### Astral Térreo
Habitado pelos orixás, “o povo do chão e o povo do ar”.

### Religiões
A Cultura Racional reconhece sete religiões principais (Animismo, Bramanismo, Budismo, Islamismo, Judaísmo, Espiritismo e Cristianismo) responsáveis pela “evolução confusa” e domesticação do homem. Os responsáveis pelas fundações dessas religiões não seriam Buda, Jeová ou Jesus Cristo, mas sim seres que habitam o astral inferior.

## Práticas

### Cura
Adeptos a Cultura Racional praticam cura por meio do uso de ervas, óleos, incenso, velas, objetos simbólicos, leitura dos livros e cantos para chamar entidades do Astral Térreo.

### Quiromancia
Adeptos a Cultura Racional praticam quiromancia, a leitura de mãos.

## História
Após a publicação do livro Universo em Desencanto em meados da década de 1930, o movimento religioso persistiu nas décadas posteriores, tendo mudado sua sede, do Méier para Jacarepaguá, depois para Belford Roxo onde foi erguido o Palácio da Cultura Racional.

Capa do álbum Tim Maia Racional, Vol. 1, com múltiplas faixas de promoção a Cultura Racional.

Na década de 1970 a Cultura Racional mudou-se para a atual sede, em Nova Iguaçu, onde se encontra até hoje. Nesse período, o movimento religioso começou a ser frequentado por alguns artistas, dentre os quais estava o músico Tim Maia, que deu grande visibilidade a seita, fazendo-a viver o seu auge. Enquanto esteve na Cultura Racional, o cantor gravou dois álbuns que anos mais tarde se tornariam um grande sucesso de crítica chamados Tim Maia Racional, Vol. 1 e Tim Maia Racional, Vol. 2. Em 2011, a Editora Abril lançou um terceiro álbum inédito gravado pelo cantor em 1976. Após deixar a seita, o cantor declarou:
Fui para essa seita, que prometia me preparar para entrar em contato com seres extraterrenos. [...] Quando cheguei lá, vi que o negócio era umbanda, candomblé, baixo espiritismo.
Jackson do Pandeiro foi outro artista que esteve ligado à Cultura Racional entre 1973 e 1978, gravando canções em homenagem ao grupo, como "Luz do Saber" gravada em 1978.
O fundador da seita, Manuel Jacinto Coelho, morreu em 1991, e desde então a Cultura Racional é dirigida por uma de suas filhas.

## Relações com outras religiões

### Espiritismo
A Cultura Racional ao falar sobre Espiritismo trata-o de duas formas: o verdadeiro espiritismo e o falso espiritismo. Segundo a Cultura Racional, o verdadeiro espiritismo encerrou seus trabalhos em 1935 e nega a legitimidade de médiuns espíritas a partir de então.

### Umbanda
Uma vez originada da Umbanda, a Cultura Racional continuou como vertente dela, embora com roupagem nova e linguagem alterada, mas com as mesmas práticas e costumes, caracterizada pelo que ficou conhecido entre os membros da seita como a salinha, onde os médiuns incorporavam as entidades e davam consultas para as pessoas, membros ou não. Essas salinhas existiram em vários locais do país, funcionando como ponto aglutinador dos seguidores. Se apropria da cor das vestimentas da Umbanda (branca) e da saudação aos exus nela usada.
Reconhece orixás como “o povo do chão e o povo do ar”, habitantes do Astral Térreo.

## Banda
A Cultura Racional conta com uma série de bandas musicais espalhadas em 14 estados brasileiros. Elas são formadas pelos próprios integrantes do movimento e têm como objetivo principal a divulgação dos livros de Cultura Racional. Chamada de Banda Racional Universo em Desencanto – BRUD, ou Banda União Racional - BUR (quando unem-se todas as bandas), a banda surgiu em 1982, inicialmente no estilo fanfarra com percussão e alguns metais, com o tempo, tomou forma de banda marcial, incorporando instrumentos mais elaborados. A banda tem cobertura nacional e internacional, e no seu repertório, músicas populares, militares, hinos e músicas de autoria própria.
Além da banda marcial a Cultura Racional possui uma banda de orquestra sinfônica, jazz sinfônica, chamada de Racional Jazz Band – RJB, criada no ano de 2016, contendo instrumentos de corda como: violinos, violoncelos, baixos e guitarras elétricas, instrumentos de teclas: piano e teclado, etc. e as madeiras, metais e percussão.

## Homenagens
Em reconhecimento a suas iniciativas, foi instituído o Dia da Cultura Racional em mais de cento e quarenta e cinco cidades.
Manuel Jacinto Coelho, o fundador da Cultura Racional, também recebeu homenagens em reconhecimento à sua obra. Possuidor de vários títulos, medalhas e condecorações nacionais e internacionais dos quais destacam-se: Medalha Tiradentes, Título de Benemérito do Estado do Rio de Janeiro, Medalha de Honra da Inconfidência, Comenda Hipólito José Costa, Placa de Prata do Dr. Newton Cardoso, título de cidadão iguaçuano, Título de Cidadão Friburguense,  Praça Bosque da Paz no estado de Minas Gerais.